# كاستليتو دوربا
كاستليتو دوربا (بالإيطالية: Castelletto d'Orba)‏ هي بلدية في مقاطعة ألساندريا في إقليم بييمونتي في إيطاليا.

## السكان
في سنة 1861 بلغ عدد السكان 2٬325 نسمة، وتطور العدد ليصل في سنة 2011 لـ 2٬096 نسمة.
يظهر هذا المخطط البياني تطور النمو السكاني لـ كاستليتو دوربا